# 乌索利耶区
乌索利耶区（俄语：Усольский район）是俄罗斯联邦伊尔库茨克州下辖的一个区，其行政中心为别洛列琴斯基。据2016年统计，该区的人口为51068人。